# Seed key
Die oder der Seed (aus dem Englischen für „[die] Saat“ oder „[der] Samen“) – auch Seed key (wörtlich „[der] Saatschlüssel“), Random seed oder (deutsch) Startwert genannt – ist ein Wert, mit dem ein Zufallszahlengenerator initialisiert wird. Der Zufallszahlengenerator erzeugt mit der Seed als Startwert eine Folge von Zufallszahlen bzw. Pseudozufallszahlen. Verwendet man in deterministischen Zufallszahlengeneratoren den gleichen Seed, so erhält man die gleiche Folge von Pseudozufallszahlen. 
Wenn man generierte Zufallszahlen in der Kryptographie verwendet, um damit Schlüssel zur Verschlüsselung von Daten zu erzeugen, möchte man in der Regel nicht, dass die Seed erraten werden kann. In diesem Fall sollte die Seed ein Zufallswert sein. Die Zufälligkeit kann im Computerprogramm von verschiedenen zufälligen Parametern abhängig gemacht werden, beispielsweise Hin- und Herbewegen der Computermaus (TrueCrypt) oder zeitlicher Abstand von Tastatureingaben (PGP).
Die Seed muss unbedingt geheim gehalten werden, ein Bekanntwerden der Seed für Unberechtigte gilt als Kompromittierung der Verschlüsselung und hat somit zur Folge, dass die Vertraulichkeit der verschlüsselten Daten nicht mehr als sicher angesehen werden kann.